# Shaoyang
Shaoyang, tidigare känd som Paoking, är en stad på prefekturnivå i Hunan-provinsen i Folkrepubliken Kina. Den ligger omkring 240 kilometer sydväst om provinshuvudstaden Changsha. Själva stadsområdet har endast 753 194 invånare (2010), men hela prefekturen har en befolkning på drygt 7 miljoner invånare.

## Historia
Shaoyang kan spåra sin historia ända tillbaka till de tre kungadömenas period. 1226, under Södra Songdynastin, etablerades en prefektur i nuvarande Shaoyang under namnet "Baoqing" (eller Paoking enligt tidigare stavning), vilket syftade på kejsar Lizong av Songs regeringsperiod Baoqing (kinesiska: 寶慶?, pinyin: Bǎoqìng) (1225-1227), under vilken prefekturen grundades. Orten var känd under detta namn ända fram till 1900-talet. 
1913 ombildades prefekturen Baoqing till Shaoyangs härad och under Folkrepubliken Kina blev Shaoyang en stad på prefekturnivå.

## Militär betydelse
I Shaoyang finns en kärnvapenbrigad ur andra artillerikåren stationerad, vilken lyder under den viktiga "Bas 55" med högkvarter i Huaihua.

## Administrativ indelning
Prefekturen Shaoyang består av tre distrikt som omfattar det egentliga stadsområdet, en stad på häradsnivå, sju härad och ett autonomt härad:
- Stadsdistriktet Shuangqing (双清区), 137 km², 307 980 invånare;
- Stadsdistriktet Daxiang (大祥区), 215 km², 340 605 invånare;
- Stadsdistriktet Beita (北塔区), 84 km², 104 609 invånare;
- Staden Wugang (武冈市), 1 532 km², 734 870 invånare;
- Häradet Shaodong (邵东县), 1 776 km², 896 625 invånare;
- Häradet Shaoyang (邵阳县), 1 997 km², 915 600 invånare;
- Häradet Xinshao (新邵县), 1 763 km², 743 073 invånare;
- Häradet Longhui (隆回县), 2 871 km², 1 095 392 invånare;
- Häradet Dongkou (洞口县), 2 184 km², 770 473 invånare;
- Häradet Suining (绥宁县), 2 899 km², 351 139 invånare;
- Häradet Xinning (新宁县), 2 751 km², 560 742 invånare;
- Miao-folkets autonoma härad Chengbu (城步苗族自治县), 2 620 km², 250 633 invånare.

## Klimat
Genomsnittlig årsnederbörd är 1 613 millimeter. Den regnigaste månaden är maj, med i genomsnitt 233 mm nederbörd, och den torraste är oktober, med 38 mm nederbörd.